# Messerschmitt Me 261
Messerschmitt Me 261 Adolfine byl německý dvoumotorový průzkumný letoun, vyvíjený firmou Messerschmitt koncem třicátých let 20. století. Nikdy nebyl sériově vyráběn.

## Vývoj
U zrodu letounu měla být Hitlerova vize Me 261 jako stroje, který by bez mezipřistání dopravil Olympijský oheň z Garmisch-Partenkirchenu do Tokia, kde se měla v roce 1940 konat zimní Olympiáda. Práce na třech prototypech v Augsburgu začala na jaře roku 1939, ale pro malou prioritu, která se typu přisuzovala pokračoval vývoj jen pomalu. Když vypukla druhá světová válka, práce na prototypech se zastavily úplně. Projektanti se poté soustředili na možné využití Me 261 jako dálkového letounu, schopného dálkového průzkumu nad Atlantským oceánem. V takovém pojetí byly práce na něm v roce 1940 obnoveny. Postaveny byly ale pouze tři prototypy.

## Prototypy

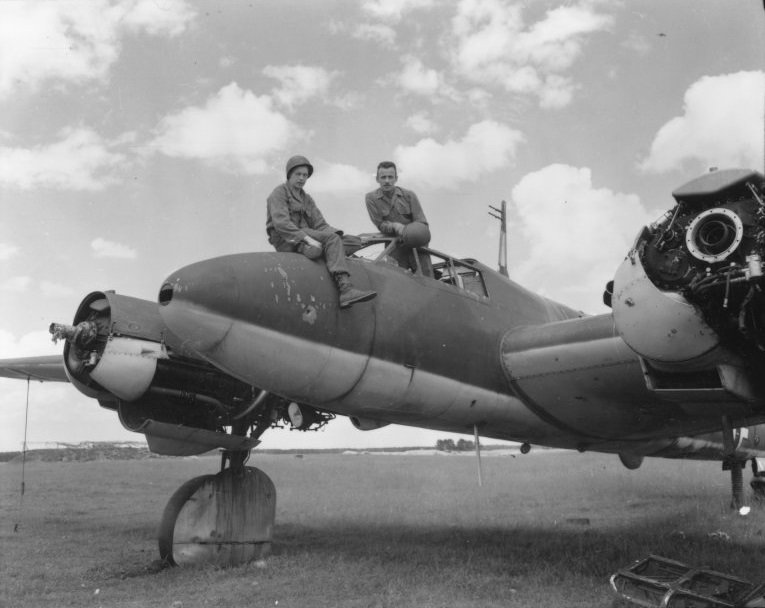
Me 261

Me 261 V1: (BJ+CP) pohon obstarávala dvojice kapalinou chlazených čtyřiadvacetiválcových motorů Daimler-Benz DB 606A-1/B-1 se vzletovým výkonem po 1 955 kW, pohánějící stavitelné čtyřlisté vrtule VDM o průměru 4,60 m. Posádku tvořilo pět členů. První let provedl prototyp 23. prosince 1940 , pilot Karl Baur. Ukázalo se ale, že volba motorů DB 606 nebyla vhodná, jelikož byly potřebné pro sériové typy bojových letadel a nedostávalo se volných kusů pro vývoj prototypů. Tento prototyp byl těžce poškozen během spojeneckého náletu na letiště Lechfeld v roce 1944.
Me 261 V2:(BJ+CQ) pohon a počet členů posádky byly stejné, lišil se hlubším trupem a zcela předělanými prostory osádky za křídlem. První vzlet proběhl na jaře roku 1941. I druhý prototyp byl těžce poškozen při bombardování letiště Lechfeld v roce 1944 a jeho zbytky se posléze dostaly do rukou Američanů.
Me 261 V3: (BJ+CR) poháněly silnější motory, řadové 24válce do V, Daimler-Benz DB 610A-1/B-1 o výkonu až 2279 kW v letové výšce 2500 m a počet členů posádky se zvýšil na sedm. Poprvé vzlétl počátkem roku 1943. Tento prototyp absolvoval nejdelší letové testy. Dne 16. dubna 1943 provedl třetí prototyp přelet na vzdálenost 4 500 km, což mu trvalo 10 hodin. V červenci 1943 byl poškozen při přistání po destrukci jedné z podvozkových noh. Po opravě byl v květnu 1943 zařazen do Aufklärungsgruppe des Oberbefehlshabers der Luftwaffe se základnou v Oranienburgu, vedené Oberstem T. Rowehlem.

## Specifikace (Me 261 V3)

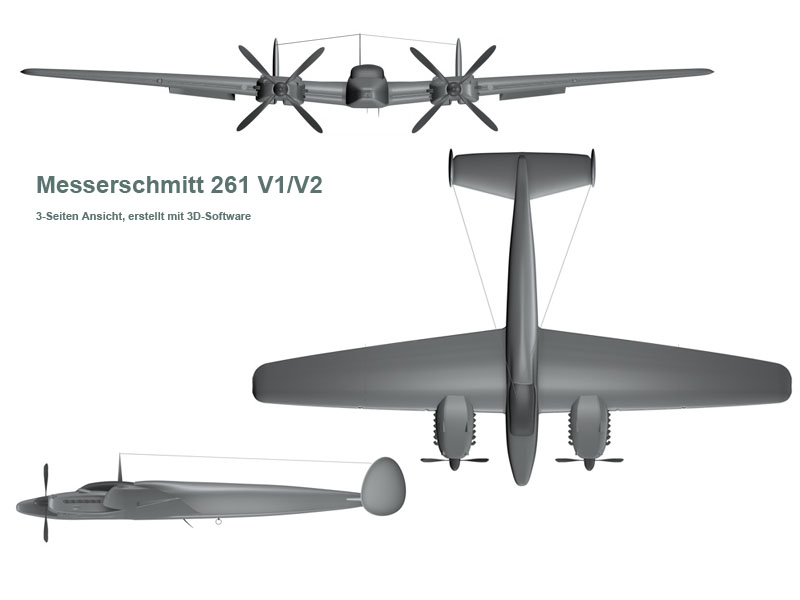
Messerschmitt Me 261

### Technické údaje
- Osádka: 7
- Rozpětí: 26,86 m
- Délka: 16,68 m
- Výška: 4,71 m
- Pohonná jednotka: 2 × kapalinou chlazený vidlicový dvanáctiválec Daimler-Benz DB 610A-1/B-1
  - Výkon motoru: 2 950 hp (2 200 kW)

### Výkony
- Maximální rychlost: 620 km/h ve 3 000 m
- Dolet: 11 024 km
- Dostup: 8 260 m

### Výzbroj
- Žádná